# Camilla Håkansson
Eva Camilla Frohm, tidigare Håkansson, född 13 september 1987 i Norrköping, är en svensk sångare som deltagit i Idol och Fame Factory.
Camilla Frohm deltog i den sista säsongen av Fame Factory när hon var sexton år (då under flicknamnet Håkansson), men på grund av pressen och stressen beslöt hon sig för att hoppa av programmet mitt under säsongen. Efter Fame Factory 2005 gjorde Frohm tre coverlåtar till samlingsplattan Dance Mania; hon släppte också musiksingeln "Feels like heaven" under artistnamnet Cam Tyler. Låten producerades av Michel Petré som bland annat har jobbat med sångerskan September.
Frohm sökte med framgång till talangprogrammet Idol 2009, och blev en av de elva utvalda att vara med i finalprogrammen. Hon blev senare ett av juryns wildcard i tävlingen och röstades in av svenska folket i Topp 11 den 2 oktober. Frohm blev utröstad i andra veckofinalen den 16 oktober och slutade på tionde plats i tävlingen.
Frohm bor i Kalix. Hennes son Leon Frohm (född 2011), deltog hösten 2024 i SVT:s nya musikprogram Hello Mello, med bidraget "Better Days".